# Zakaria Draoui
Zakaria Draoui est un footballeur algérien né le 20 février 1994 à Hussein Dey. Il évolue au poste de milieu de terrain à l'USM Alger.

## Biographie
Le 27 septembre 2014, Draoui fait ses débuts professionnels en faveur du CR Belouizdad, en entrant lors d'un match de première division algérienne contre le MC El Eulma.
Il participe avec la sélection olympique algérienne à la Coupe d'Afrique des nations des moins de 23 ans en 2015. Lors de cette compétition, il joue cinq matchs, inscrivant un but contre le Mali. L'Algérie est battue en finale par le Nigeria.
Il dispute ensuite les Jeux olympiques d'été de 2016 organisés au Brésil. Lors du tournoi olympique, il joue un match contre le Portugal.

## Statistiques

### En club
| Saison                | Club                  | Championnat           | Championnat | Championnat | Championnat | Coupe(s) nationale(s) | Coupe(s) nationale(s) | Coupe(s) nationale(s) | Supercoupe | Supercoupe | Supercoupe | Compétition(s) continentale(s) | Compétition(s) continentale(s) | Compétition(s) continentale(s) | Compétition(s) continentale(s) | Autres compétitions | Autres compétitions | Autres compétitions | Autres compétitions | Total | Total | Total |
| Saison                | Club                  | Division              | M.          | B.          | P.d.        | M.                    | B.                    | P.d.                  | M.         | B.         | P.d.       | Comp.                          | M.                             | B.                             | P.d.                           | Comp.               | M.                  | B.                  | P.d.                | M.    | B.    | P.d.  |
| 2014-2015             | CR Belouizdad         | Ligue 1               | 26          | 2           | 0           | 2                     | 0                     | 0                     | -          | -          | -          | -                              | -                              | -                              | -                              | -                   | -                   | -                   | -                   | 28    | 2     | 0     |
| 2015-2016             | CR Belouizdad         | Ligue 1               | 28          | 0           | 0           | 1                     | 0                     | 0                     | -          | -          | -          | -                              | -                              | -                              | -                              | -                   | -                   | -                   | -                   | 29    | 0     | 0     |
| 2016-2017             | CR Belouizdad         | Ligue 1               | 28          | 3           | 3           | 6                     | 0                     | 0                     | -          | -          | -          | -                              | -                              | -                              | -                              | -                   | -                   | -                   | -                   | 34    | 3     | 3     |
| 2017-2018             | CR Belouizdad         | Ligue 1               | 26          | 4           | 2           | 3                     | 1                     | 0                     | 1          | 0          | 0          | CAF2                           | 5                              | 1                              | 0                              | -                   | -                   | -                   | -                   | 35    | 6     | 2     |
| Sous-total            | Sous-total            | Sous-total            | 108         | 9           | 5           | 12                    | 1                     | 0                     | 1          | 0          | 0          | -                              | 5                              | 1                              | 0                              | -                   | -                   | -                   | -                   | 126   | 11    | 5     |
| 2018-2019             | ES Sétif              | Ligue 1               | 28          | 1           | 1           | 7                     | 0                     | 1                     | -          | -          | -          | -                              | -                              | -                              | -                              | -                   | -                   | -                   | -                   | 35    | 1     | 2     |
| 2019-2020             | ES Sétif              | Ligue 1               | 21          | 1           | 3           | 4                     | 0                     | 0                     | -          | -          | -          | -                              | -                              | -                              | -                              | -                   | -                   | -                   | -                   | 25    | 1     | 3     |
| Sous-total            | Sous-total            | Sous-total            | 49          | 2           | 4           | 11                    | 0                     | 1                     | -          | -          | -          | -                              | -                              | -                              | -                              | -                   | -                   | -                   | -                   | 60    | 2     | 5     |
| 2020-2021             | CR Belouizdad         | Ligue 1               | 34          | 3           | 4           | 1                     | 0                     | 0                     | 1          | 0          | 0          | CAF                            | 11                             | 1                              | 4                              | -                   | -                   | -                   | -                   | 47    | 4     | 8     |
| 2021-2022             | CR Belouizdad         | Ligue 1               | 21          | 0           | 1           | -                     | -                     | -                     | -          | -          | -          | CAF                            | 11                             | 0                              | 1                              | -                   | -                   | -                   | -                   | 32    | 0     | 2     |
| 2022-2023             | CR Belouizdad         | Ligue 1               | 22          | 0           | 2           | 1                     | 0                     | 0                     | -          | -          | -          | CAF                            | 11                             | 1                              | 0                              | -                   | -                   | -                   | -                   | 34    | 1     | 2     |
| Sous-total            | Sous-total            | Sous-total            | 77          | 3           | 7           | 2                     | 0                     | 0                     | 1          | 0          | 0          | -                              | 33                             | 2                              | 5                              | -                   | -                   | -                   | -                   | 113   | 5     | 12    |
| 2023-2024             | Wydad AC              | Botola Pro            | 28          | 2           | 0           | 1                     | 0                     | 0                     | -          | -          | -          | CAF+AFL                        | 8+6                            | 1+0                            | 0                              | UAFA                | 3                   | 0                   | 0                   | 46    | 3     | 0     |
| 2024-2025             | MC Alger              | Ligue 1               | 15          | 1           | 1           | 1                     | 0                     | 0                     | 0          | 0          | 0          | CAF                            | 10                             | 1                              | 0                              | -                   | -                   | -                   | -                   | 26    | 2     | 1     |
| Total sur la carrière | Total sur la carrière | Total sur la carrière | 273         | 17          | 17          | 27                    | 1                     | 1                     | 2          | 0          | 0          | -                              | 62                             | 5                              | 5                              | -                   | 3                   | 0                   | 0                   | 367   | 23    | 23    |

### En sélection nationale
| Saison                | Sélection             | Phases finales        | Phases finales | Phases finales | Phases finales | Éliminatoires CDM | Éliminatoires CDM | Éliminatoires CDM | Éliminatoires CAN | Éliminatoires CAN | Éliminatoires CAN | Matchs amicaux | Matchs amicaux | Matchs amicaux | Total | Total | Total |
| Saison                | Sélection             | Compétition           | M              | B              | Pd             | M                 | B                 | Pd                | M                 | B                 | Pd                | M              | B              | Pd             | M     | B     | Pd    |
| --------------------- | --------------------- | --------------------- | -------------- | -------------- | -------------- | ----------------- | ----------------- | ----------------- | ----------------- | ----------------- | ----------------- | -------------- | -------------- | -------------- | ----- | ----- | ----- |
| 2021-2022             | Algérie               | Coupe arabe 2021      | 6              | 0              | 0              | -                 | -                 | -                 | -                 | -                 | -                 | -              | -              | -              | 6     | 0     | 0     |
| Total sur la carrière | Total sur la carrière | Total sur la carrière | 6              | 0              | 0              | -                 | -                 | -                 | -                 | -                 | -                 | -              | -              | -              | 6     | 0     | 0     |

### Matchs internationaux
La liste ci-dessous dénombre toutes les rencontres de l'Équipe d'Algérie de football auxquelles Zakaria Draoui prend part, du 1er décembre 2021 jusqu'à présent.

## Palmarès

### Palmarès en club
| CR Belouizdad (5) | Wydad AC                                         | MC Alger (2)                                                                      |
| --- | ------------------------------------------------ | --------------------------------------------------------------------------------- |
| - Ligue 1 (3) : - Champion : 2021, 2022 et 2023 - Coupe d'Algérie (1) : - Vainqueur : 2017 - Finaliste : 2023 - Supercoupe d'Algérie (1) : - Vainqueur : 2020 - Finaliste : 2017 | - Ligue Africaine de la CAF : - Finaliste : 2023 | - Ligue 1 (1) : - Champion : 2025 - Supercoupe d'Algérie (1) : - Vainqueur : 2024 |

### En sélection
- Finaliste de la CAN U23 2015 avec l'équipe d'Algérie olympique.
- Médaille de bronze aux Jeux de la solidarité islamique de 2017 avec l'équipe d'Algérie olympique[3].
- Vainqueur de la Coupe arabe des nations en 2021 avec l'équipe d'Algérie A'.
- Finaliste de la CHAN 2022 avec l'équipe d'Algérie A'.